# Universidade Songkhla Rajabhat
A Universidade Songkhla Rajabhat (em tailandês: มหาวิทยาลัย ราชภัฏ สงขลา) conhecida pela sigla SKRU, é uma universidade pública tailandesa sob o sistema da Universidade Rajabhat. O campus fica na província de Songkhla, no sul da Tailândia.
A Universidade Songkhla Rajabhat possui sete faculdades: Artes, Tecnologia Agrícola, Educação, Humanidades e Ciências Sociais, Tecnologia Industrial, Ciências de Gestão, e Ciência e Tecnologia.
A Faculdade de Artes é responsável por apoiar a cultura local e a cultura nacional. Há cursos de extensão de Arte Musical, Artes Visuais e Execução de arte.